# Bartolomeo Gastaldi
Pour les articles homonymes, voir Gastaldi.
Bartolomeo Gastaldi (Turin, 10 février 1818 - Turin, 5 janvier 1879) est un archéologue, préhistorien et géologue italien.

## Biographie
Après des études de géologie et de minéralogie, il devient enseignant à l’École d'application des ingénieurs de Turin. En parallèle, il recueille lors de travaux de minéralogie, des vestiges préhistoriques. Il étudie alors les phénomènes liés à la glaciation alpine et à la formation des bassins lacustres. Remarqué par Édouard Desor, celui-ci l'invite à participer à ses recherches sur les palafittes italiens. Avec lui, il découvre les premières palaffites du site de Mercurago puis, il mène dans le Piémont et en Émilie des travaux préhistoriques en particulier sur la diffusion des ornements et des haches néolithiques en pierre verte.
En 1866, il retrouve à Mezzana Corti les restes simultanés d'un mégacéros et d'un Homo sapiens, ce qui le convainc, malgré ses convictions religieuses, à la très haute antiquité de l'homme.
Sous son influence, Pellegrino Strobel se lance dans la recherche des terramare. Organisant de nombreux échanges avec les musées et les chercheurs du monde entier tels que Gabriel de Mortillet ou Christian Jürgensen Thomsen, il fonde le premier musée de Préhistoire de Turin à l’École des ingénieurs dont le contenu sera transféré au  Museo Civico puis au Museo di Antichità de Turin. Il est aussi le fondateur du Bullettino di Paetnologia Italiana (1875).
Bartolomeo Gastaldi fut, en outre, le deuxième Président du Club alpin italien.

## Travaux
- Nuovi Cenni sugli oggetti di alta antichità trovati nelle torbiere e nelle marniere dell'Italia, 1862
- Sur la théorie de l'affouillement glaciaire, 1863
- Discussion sur les silex taillés, in Matériaux pour l'histoire positive et philosophique de l'Homme I, 1865
- Iconografia di alcuni oggetti di remota antichità rinvenuti in Italia, 1869
- Mazzuola o martello ascia di pietra, 1872
- Deux mots sur la geologie des Alpes cottiennes, 1872
- Sur les glaciers plioceniques de Mr. E. Desor, 1875
- Frammenti di Paleoetnologia italiana, 1876

## Hommages

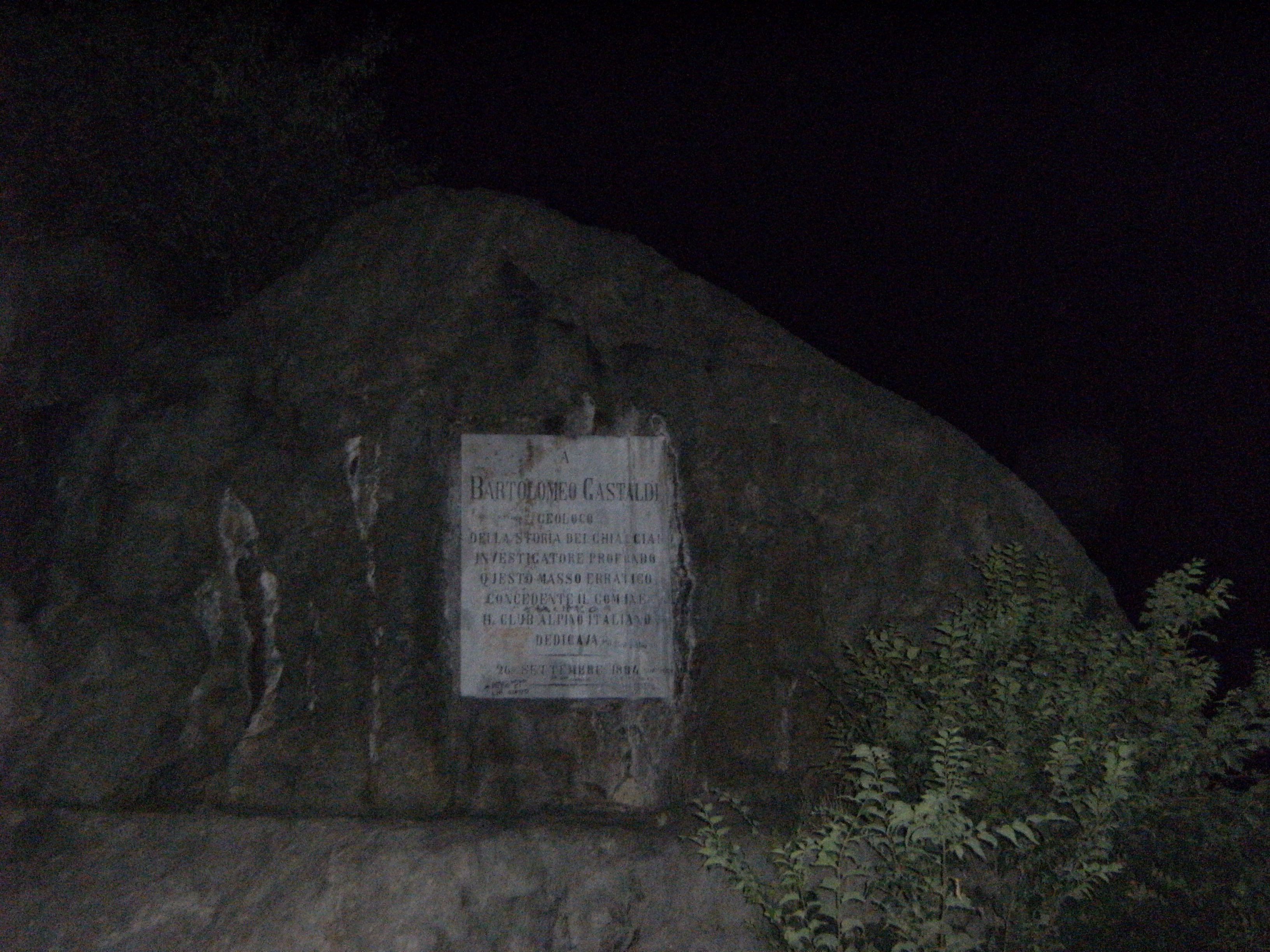
Plaque commémorative à Pianezza

- Une variété de glaucophane porte son nom.
- Un refuge du Val d'Ala (it), le Rifugio Bartolomeo Gastaldi (it) a été nommé en son honneur ainsi que la Cresta Gastaldi (it) et la Cresta Gastaldi (it) dans la mont Viso.
- Le Club alpin italien a fait ériger à Pianezza, une plaque commémorative.